# Mutnodjemet (XXI dinastia)
Mutnodjemet (fl. XI secolo a.C.) è stata una regina egizia della XXI dinastia, Grande sposa reale del proprio fratello Psusennes I e madre del successore Amenemope e del principe Ankhefenmut. Ebbe i titoli di: Figlia del re-del suo corpo, Sorella del re, Grande sposa reale, Signore delle Due Terre, Secondo Profeta di Amon a Tani.
|                   |   |     |   |      |
| \| \| \| \| \| \| |   |     |   |      |
|                   |   |     |   |      |
| G15               | t | M29 | t | Aa29 |

| G15 | t | M29 | t | Aa29 |

|                   |   |     |   |      |
| \| \| \| \| \| \| |   |     |   |      |
|                   |   |     |   |      |
| G15               | t | M29 | t | Aa29 |

| G15 | t | M29 | t | Aa29 |

("Dolce è Mut")
Era figlia del Sommo Sacerdote di Amon (cioè Primo Profeta di Amon) Pinedjem I, sovrano de facto dell'Alto Egitto a partire dal 1070 a.C. in poi, per poi proclamarsi faraone nel 1054 a.C. Sua madre era Duathathor-Henuttaui, una figlia di Ramses XI, ultimo faraone della XXI dinastia. Tre dei suoi fratelli si succedettero come Sommi Sacerdoti di Amon e la sorella, Maatkara Mutemhat, divenne Divina Sposa di Amon. Fu raffigurata come una giovane donna nel Tempio di Luxor insieme alle sorelle Maatkara Mutemhat e Henuttaui, "Cantrice di Amon" e "Flautista di Mut". Compare inoltre nella tomba del marito a Tanis, dove anche lei fu sepolta; qui, Mutnodjemet figura nelle vesti regina nella propria camera sepolcrale. La tomba fu poi usurpata dal figlio Amenemope, e la sua mummia andò perduta. Diversi pezzi del suo corredo funebre si trovano al Museo egizio del Cairo.

## Titoli
- Figlia del re(-del suo corpo)
- Sorella del re
- Madre del re
- Grande sposa reale
- Signore delle Due Terre
- Secondo Profeta di Amon a Tani[1]
- Divina Sposa di Amon